# Meletie Covaci
Meletie Covaci (n. în 1707, Naousa, Macedonia Centrală – d. 11 aprilie 1775, Oradea) a fost un episcop român unit cu Roma.

## Date biografice
Meletie s-a născut la începutul sec. al XVIII-lea în localitatea Naousa (denumirea veche Nagusta) din Rumelia, probabil într-o familie macedoromână (aromână). După ce s-a refugiat la nord de Dunăre a fost hirotonit preot pe 29 iunie 1734 de către episcopul sârb al Aradului, Isaia Antonovici. În 1736 a trecut la unirea cu Roma și a activat ca preot și mai apoi ca protopop la Diosig, apoi protopop la Oradea, de unde a fost propus de preoți ca episcop. În vara anului 1748 papa Benedict al XIV-lea l-a numit pe Meletie Covaci episcop titular de Tegea și auxiliar și vicar al episcopului latin Paul Forgách, pentru parohiile unite.
În 1756 episcopul Meletie a cerut împărătesei Maria Terezia, prin intermediul Consiliului Locotenenței înființarea de „școli populare” la Oradea, Beiuș și Vașcău. Împărăteasa a răspuns pozitiv la această cerere așa cum se poate vedea în șematismul Diecezei Latine de Oradea pe anul 1765, pag. 164.
Episcopul Meletie Covaci s-a stins din viață în 11 data de aprilie 1775, în orașul de reședință, Oradea.